# Calliopsis xenopous
Calliopsis xenopous är en biart som beskrevs av Ruz 1991. Calliopsis xenopous ingår i släktet Calliopsis och familjen grävbin. Inga underarter finns listade.